# Mieleszyn (województwo wielkopolskie)
Mieleszyn (niem. Hohenau) – wieś w Polsce, położona w województwie wielkopolskim, w powiecie gnieźnieńskim, w gminie Mieleszyn. Siedziba władz gminy.

## Historia i zabytki

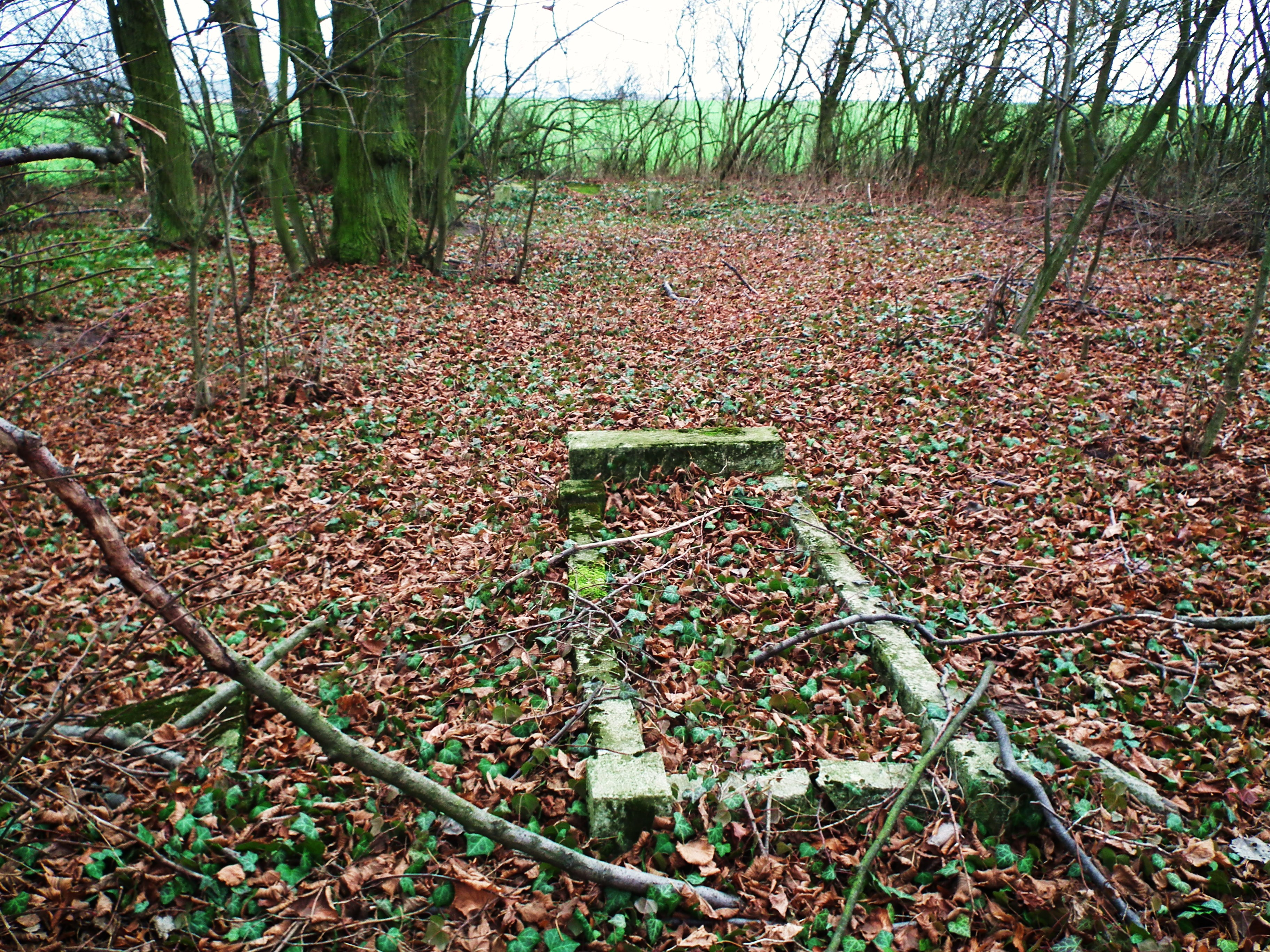
Cmentarz ewangelicki

Miejscowość jest siedzibą gminy Mieleszyn. 
Pierwsza wzmianka o wsi pojawiła się w 1283. 
W latach 1954–1972 wieś należała i była siedzibą władz gromady Mieleszyn. W latach 1975–1998 miejscowość administracyjnie należała do województwa poznańskiego.
Do zabytków należy kilka domów z początku XX wieku (m.in. z piekarnią, z oborą i ze sklepem), mleczarnia z końca XIX wieku (kamienno-ceglana), zespół szkolny z 1905, poczta z około 1910 oraz zespół stacji kolejowej (dworzec, szalet, magazyn, trzy domy pracownicze, budynek gospodarczy) z początku XX wieku.
Na południe od wsi, przy drodze do Karniszewa, pozostałości cmentarza ewangelickiego z resztkami nagrobków i centralnej alei.

## Komunikacja
Miejscowość leży przy zamkniętej dla ruchu osobowego w 2000 linii kolejowej Gniezno-Nakło nad Notecią oraz przy lokalnej drodze ze Świniar do Rogowa. 